# 감수포장
감수포장(紺綬褒章)은 일본의 영전제도 가운데 하나로, 공익을 위해 사재를 기부한 사람에게 천황이 주는 감색 리본 기장이다.